# Berberis praecipua
Berberis praecipua är en berberisväxtart som beskrevs av Camillo Karl Schneider. Berberis praecipua ingår i släktet berberisar, och familjen berberisväxter. Inga underarter finns listade i Catalogue of Life.